# Amy Alcott
Amy Alcott, född 22 februari 1956 i Kansas City i Missouri, är en amerikansk professionell golfspelare.
Alcott blev amerikansk juniormästare 1973 och professionell 1975. Det året vann hon i sin tredje tourtävling och blev årets nykomling. Hon vann 29 tävlingar på LPGA-touren, bland annat fem majors och fram till 1989 blev hon aldrig sämre än 18:e i penninglistan.

## Meriter

### Majorsegrar
- 1979 du Maurier Classic
- 1980 US Open
- 1983 Kraft Nabisco Championship
- 1988 Kraft Nabisco Championship
- 1991 Kraft Nabisco Championship

### LPGA-segrar
- 1975 Orange Blossom Classic
- 1976 LPGA Classic, Colgate Far East Championship
- 1977 Houston Exchange Clubs Classic
- 1978 American Defender Classic
- 1979 Elizabeth Arden Classic, Peter Jackson Classic, United Virginia Bank Classic, Mizuno Japan Classic
- 1980 American Defender/WRAL Classic, Mayflower Classic, Inamori Golf Classic
- 1981 Bent Tree Ladies Classic, Lady Michelob
- 1982 Womens Kemper Open
- 1984 United Virginia Bank Classic, Lady Keystone Open, Portland PING Championship, San Jose Classic
- 1985 Circle K Tucson Open, Moss Creek Womens Invitational, Nestle World Championship of Womens Golf
- 1986 Mazda Hall of Fame Championship, LPGA National Pro-Am
- 1989 Boston Five Classic

### Inofficiella segrar
- 1986 Mazda Champions (med Bob Charles)

### Utmärkelser
- 1975 Rookie of the Year
- 1980 Vare Trophy
- 1999 World Golf Hall of Fame